# Alfian bin Sa'at
Alfian bin Sa'at (Singapura 18 de Julho de 1977) escritor muçulmano minang, hakka e javanês de Singapura, conhecido como o enfant terrible do seu país.

## Biografia
Estudou na Tampines Primary School, na Raffles Institution, e no Raffles Junior College. Foi presidente as duas últimas instituições.

As suas peças de teatro representaram-se na Malásia e Singapura. Participou no grupo W!LD RICE.

## Obra

### Teatro

#### (em inglês)
- Fighting (Luchar)(1994)
- Black Boards, White Walls(1997)
- Yesterday My Classmate Died (1997)
- sex.violence.blood.gore (con Chong Tze Chien) (1999)
- Asian Boys Vol. 1 (Chicos de Asia Vol.1)(2000)
- What's The Difference?(2001)
- Don't Say I Say (2001)
- Poppy dot dream (2001)
- The Corrected Poems of Minah Jambu (2001)
- The Optic Trilogy (2001)
- 7 Ten: Seven Original 10-minute Plays: Not In (2003)
- Landmarks: Asian Boys Vol. 2 (2004)
- Tekka Voices (2004)
- Mengapa Isa? (2004)
- The Importance of Being Kaypoh (2005)
- Harmony Daze (2005)
- Confessions of 300 Unmarried Men: Blush (2006)
- Homesick (2006)

#### Erro de expressão: Operador round inesperadoErro de expressão: Operador<inesperadomilhões de anos atrás
- Deklamasi Malas (1997)
- Dongeng (1997)
- Anak Bulan di Kampung Wa' Hassan (1998)
- Madu II (1998)
- Causeway (1998)
- The Miseducation of Minah Bukit (2001)
- Tapak 7 (2001)
- Selamat Malam Ibu (2003)
- Keturunan Laksmana Tak Ada Anu (2003)
- Minah & Monyet' (2003)

#### 
- Fugitives (失控)(conNg How Wee) (2002)

### Poesia
- One Fierce Hour (Landmark Books, 1998) ISBN 981-3065-18-4
- A History of Amnesia (Ethos Books, 2001) ISBN 981-04-3704-8

### Prosa

#### (em inglês)
- Corridor (SNP, 1999) ISBN 981-4032-40-9

#### Erro de expressão: Operador round inesperadoErro de expressão: Operador<inesperadomilhões de anos atrás
- Bisik: Antologi Drama Melayu Singapura (Whisper: Anthology of Malay Singaporean Drama) (Pustaka Cipta, 2003)

## Prêmios
- 1995 - Kripalani Award for Outstanding Contribution to Creative Arts
- 1998 - Commendation Award by the Malay Language Council for Causeway
- 1999 - Singapore Literature Prize Commendation Award
- 2001 - Golden Point Award for Poetry
- 2001 - Young Artist Award for Literature
- 2005 - Life! Theatre Awards for Best Script for Landmarks: Asian Boys Vol. 2
- 2006 - FRONT Award